# Styrax macranthus
Styrax macranthus är en storaxväxtart som beskrevs av Janet Russell Perkins. Styrax macranthus ingår i släktet Styrax och familjen storaxväxter. Inga underarter finns listade i Catalogue of Life.